# (Sei tu) che mi dai
(Sei tu) che mi dai è un singolo del gruppo musicale italiano Sottotono, pubblicato il 14 settembre 2002 come unico estratto dalla prima raccolta Vendesi - Best of Sottotono.
Il singolo è stato il primo distribuito dopo lo scioglimento del duo avvenuto l'anno precedente.

## Tracce
Testi e musiche di Massimiliano Dagani e Massimiliano Cellamaro.
CD
1. (Sei tu) che mi dai – 4:14
2. (Sei tu) che mi dai (Versione a cappella) – 4:14
3. (Sei tu) che mi dai (traccia ROM short movie)

CD promozionale
1. (Sei tu) che mi dai – 4:14

## Formazione
Gruppo
- Tormento – voce
- Fish – produzione

Altri musicisti
- Eva – cori
- Roberto Seccamani – chitarra
- Michele Bornengo – basso
- Enrico Caruso – Fender Rhodes
- Alberto Catuogno – percussioni

Produzione
- Paolo Mauri – missaggio
- Sottotono – missaggio
- Claudio Giussani – mastering